# Minnesota Vikings
O Minnesota Vikings é um time profissional de futebol americano baseado em Minneapolis, Minnesota. Os Vikings se juntaram à National Football League (NFL) como uma equipe de expansão em 1960. A equipe compete na NFC North.
Durante a década de 1960, o histórico dos Vikings era típico para uma franquia de expansão, mas melhorou ao longo da década, resultando em um título da Divisão Central em 1968. Em 1969, sua defesa dominante levou o título da liga, o última da NFL antes da fusão da NFL com a AFL.
A equipe joga seus jogos em casa no U.S. Bank Stadium na seção Downtown East de Minneapolis.

## História
O futebol americano profissional na região de Minneapolis-Saint Paul (as "Cidades Gêmeas") começou com o Minneapolis Marines / Red Jackets, uma equipe da NFL que jogou de forma intermitente nas décadas de 1920 e 1930. No entanto, uma nova equipe profissional na área não surgiu novamente até agosto de 1959, quando os empresários de Minneapolis, Bill Boyer, H.P. Skoglund e Max Winter foram premiados com uma franquia na nova American Football League (AFL). Cinco meses depois, em janeiro de 1960, após uma pressão significativa da NFL, o grupo proprietário, juntamente com Bernard H. Ridder Jr., renegou seu acordo com a AFL e, em seguida, foi premiado com a 14ª franquia da National Football League. Ole Haugsrud foi adicionado à propriedade da equipe da NFL porque, na década de 1920, quando ele vendeu a sua equipe, Duluth Eskimos, o acordo permitiu a ele 10% de qualquer futura equipe de Minnesota. Coincidentemente ou não, as equipes da escola de ensino médio de Ole Haugsrud, também eram chamadas de Vikings e também tinham um esquema de cores de roxo e amarelo.
Da primeira temporada da equipe em 1961 a 1981, a equipe usou o Metropolitan Stadium como sua casa. Os Vikings conduziram o campo de treinamento de verão na Universidade Estadual Bemidji de 1961 a 1965. Em 1966, a equipe mudou-se para o campo de treinamento da Universidade do Estado de Minnesota, em Mankato. O campo de treinamento no estado de Minnesota foi um dos mais longos eventos de treinamento contínuo na NFL e é lembrado como parte da história da época de ouro da equipe. Os Vikings jogaram seus jogos em casa no Hubert H. Humphrey Metrodome em Minneapolis de 1982 a 2013. Os Vikings jogaram seu último jogo no Metrodome em 29 de dezembro de 2013, derrotando o Detroit Lions por 14-13.
Desde a primeira temporada da equipe em 1961, os Vikings tiveram uma das maiores porcentagens de vitórias na NFL. A partir de 2017, eles ganharam pelo menos três jogos em todas as temporadas, exceto em 1962, e são uma das apenas seis equipes da NFL a vencer pelo menos 15 jogos em uma temporada regular. Os Vikings venceram a Final da NFL em 1969, antes da fusão da liga com a American Football League (AFL). Desde a fusão da liga em 1970, eles se classificaram para os playoffs em 27 vezes, a terceiro maior marca na liga. A equipe jogou no Super Bowls IV, VIII, IX e XI, embora não tenha vencido nenhum deles. Além disso, eles perderam em suas últimas seis aparições no NFC Championship Game desde 1978. A equipe tem atualmente 14 membros no Hall da Fama do Futebol Profissional.

### Anos 60
A equipe foi oficialmente chamada de Minnesota Vikings em 27 de setembro de 1960; o nome é parcialmente destinado a refletir o lugar de Minnesota como centro da cultura escandinava-americana. Desde o início, os Vikings adotaram um programa de marketing energético que produziu vendas de ingressos para o primeiro ano de quase 26.000 e uma média de 34.586 presentes, cerca de 85% da capacidade do Estádio Metropolitano de 40.800. Eventualmente, a capacidade do Met Stadium foi aumentada para 47.900. Bert Rose, ex-diretor de relações públicas do Los Angeles Rams, foi nomeado o primeiro gerente geral da equipe. A busca pelo primeiro treinador viu o então chefe da equipe da Northwestern University, Ara Parseghian, que, de acordo com o escritor de Minneapolis Star, Jim Klobuchar - o primeiro repórter dos Vikings - visitou a equipe nas cidades gêmeas sob a condição de que sua visita deveria ser mantida em segredo de seu atual empregador. Sua capa foi escrita pelo colunista local Sid Hartman, que relatou a visita e forçou Parseghian a emitir negações. O assistente do Philadelphia Eagles, Nick Skorich, e um homem que trabalhava na CFL, Bud Grant, também foram candidatos até que um ex-quarterback, Norm Van Brocklin, foi contratado em 18 de janeiro de 1961. Van Brocklin tinha acabado de terminar sua carreira, tendo derrotado o Green Bay Packers na Final da NFL de 1960.

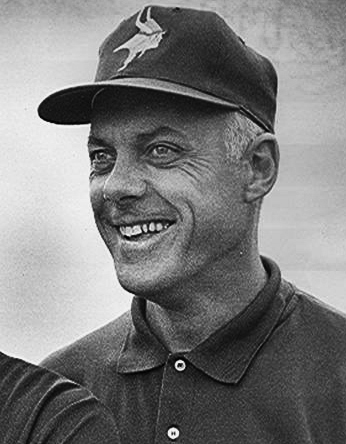
O Treinador principal, Bud Grant (1967-1983 e 1985)

Como uma nova franquia, os Vikings tiveram a primeira seleção geral no Draft de 1961 e escolheram o running back Tommy Mason. Eles também selecionaram um jovem quarterback da Universidade da Geórgia chamado Fran Tarkenton na terceira rodada. Veteranos notáveis adquiridos na entressafra foram George Shaw e Hugh McElhenny. Os Vikings venceram seu primeiro jogo na temporada regular, derrotando os Chicago Bears por 37-13 no dia da abertura em 1961; Tarkenton saiu do banco para jogar quatro passes de touchdown e correr para outro para liderar a vitória. A realidade começou quando a equipe de expansão perdeu seus próximos sete jogos a caminho de um recorde de 3-11. A derrota continuou durante boa parte da década de 1960, com os Vikings registrando 32 vitórias, 59 derrotas e 7 empates em suas primeiras sete temporadas, com apenas uma temporada vitoriosa (8-5-1 em 1964).
Em 7 de março de 1967, o quarterback Fran Tarkenton foi negociado para o New York Giants em troca das escolhas de primeira e segunda rodada do Draft em 1967, uma escolha na primeira rodada do Draft de 1968 e uma escolha de segunda rodada do Draft de 1969. Com as escolhas, Minnesota selecionou Clinton Jones e Bob Grim em 1967, Ron Yary em 1968 e Ed White em 1969. Em 10 de março de 1967 os Vikings contrataram o novo treinador Bud Grant para substituir Van Brocklin, que havia renunciado em 11 de fevereiro de 1967. Grant era treinador Winnipeg Blue Bombers da Canadian Football League, a quem ele levou a quatro títulos da Grey Cup em 10 anos. Quem substituiu Tarkenton como quarterback foi o veterano de oito anos da CFL e campeão da Grey Cup, Joe Kapp. Durante o final da década de 1960, os Vikings construíram uma poderosa defesa conhecida como "Purple People Eaters", liderada por Alan Page, Carl Eller, Gary Larsen e Jim Marshall. Em 1968, essa defesa rendeu aos Vikings seu primeiro título na Divisão Central e sua primeira vaga nos playoffs.

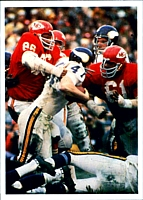
Os Vikings perderam para os Chiefs por 23-7 no Super Bowl IV.

Em 1969, os Vikings garantiram um recorde de 12-2. A equipe teve 12 vitórias seguidas na temporada regular depois de uma derrota na abertura para o New York Giants, que foi a maior sequência de vitórias em uma única temporada em 35 anos. Os Vikings derrotaram o Cleveland Browns por 27-7 na última Final da NFL em 4 de janeiro de 1970, no Metropolitan Stadium. Os Vikings se tornaram a primeira equipe moderna de expansão da NFL a ganhar uma Final da NFL, e ganharam uma vaga no Super Bowl IV; entretanto, os Vikings, que eram muito favoritos, perderam o jogo para o Kansas City Chiefs por 23-7. O MVP naquela temporada foi Joe Kapp, que jogou por sete touchdowns contra o Baltimore Colts - ainda um recorde de todos os tempos da NFL; no entanto, Kapp se recusou a aceitar o prêmio, afirmando: "Não há um Viking mais valioso ... existem 40 vikings mais valiosos!"

### Anos 70
A equipe continuou a dominar em 1970 (mudando-se para a recém-formada NFC Central) e em 1971, alcançando os playoffs por trás da linha defensiva "Purple People Eaters". Em 1971, Alan Page ganhou o Prêmio de MVP da NFL, concedido pela Associated Press. Ele foi o primeiro jogador defensivo a ganhar o prêmio.

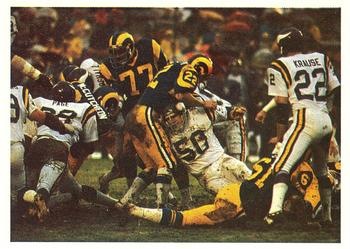
A famosa linha defensiva Purple People Eaters dos Vikings impedindo uma corrida dos Rams no Divisional Round em 1977.

Em 27 de janeiro de 1972, os Vikings negociaram Norm Snead, Bob Grim, Vince Clements e as primeiras escolhas de Draft em 1972 e 1973 para os New York Giants para readquirir o popular Fran Tarkenton. Enquanto as aquisições de Tarkenton e do wide receiver John Gilliam melhoraram o ataque, o time ficou inconsistente e os Vikings terminaram com um decepcionante recorde de 7-7. Os Vikings resolveram o problema ao selecionar Chuck Foreman na sua primeira escolha no Draft de 1973. O Co-proprietário, Bill Boyer, morreu em 19 de fevereiro de 1973 e foi substituído no conselho de administração da equipe por seu genro Jack Steele.
Os Vikings venceram seus primeiros nove jogos em 1973 e terminaram a temporada com um recorde de 12-2. Eles então avançaram para seu segundo Super Bowl na história da franquia, o Super Bowl VIII, contra o Miami Dolphins no Rice Stadium em Houston, Texas; no entanto, os Dolphins prevaleceram e venceram por 24-7.
Os Vikings venceram a Divisão Central novamente em 1974 com um recorde de 10-4. Nos playoffs eles construíram sua reputação de clima frio, derrotando tanto o St. Louis Cardinals (30-14) quanto o Los Angeles Rams (14-10) no congelado Metropolitan Stadium. Os Vikings jogaram em seu segundo Super Bowl seguido, o Super Bowl IX (3ª geral), perdendo para o Pittsburgh Steelers por 16-6, no Tulane Stadium, em New Orleans, em 12 de janeiro de 1975.
Liderados por Tarkenton e Chuck Foreman, os Vikings de 1975 tiveram um recorde de 12-2 e conquistaram facilmente outro título da divisão. No entanto, os Vikings perderam para o Dallas Cowboys nos playoffs por 17-14, em um controverso passe de touchdown do quarterback dos Cowboys, Roger Staubach, para o wide receiver Drew Pearson, que ficou conhecido como Hail Mary. O touchdown foi controverso porque muitos sentiram que Pearson empurrou Nate Wright cometendo interferência no passe. Quando a torcida do Metropolitan Stadium ficou chocada ao saber que não havia falta, coisas foram jogados no campo por vários minutos. Uma garrafa de uísque bateu o árbitro oficial do jogo, Armen Terzian, deixando-o inconsciente.
Os Vikings jogaram no Super Bowl XI, seu terceiro Super Bowl (quarto no geral) em quatro anos, contra o Oakland Raiders no Rose Bowl em Pasadena, Califórnia, em 9 de janeiro de 1977. Os Vikings, no entanto, perderam por 32-14.
Em 1977, os Vikings novamente venceram a Divisão Central com um recorde de 9-5 e avançaram para o seu 4º NFC Championship Game em 5 anos, mas foram derrotados pelo eventual campeão do Super Bowl, Cowboys por 23-6, no Texas Stadium.
Em 1978, a idade estava tomando seu pedágio nos Vikings, mas eles ainda foram para os playoffs com um recorde de 8-7-1. Não houve mais mágica nos playoffs quando os Rams finalmente derrotaram os Vikings por 34–10 em Los Angeles, depois de terem perdido em seus quatro confrontos anteriores em playoffs (em 1969, 74, 76 e 77). O quarterback Fran Tarkenton se aposentou após a temporada, com recordes de passes tentados (6.467), passes completados (3.686), jardas (47.003) e touchdowns (342).
Em dezembro de 1979, o terreno foi quebrado para a construção do Hubert H. Humphrey Metrodome no centro de Minneapolis.

### Anos 80
Em 15 de maio de 1981, os Vikings se mudaram para uma nova instalação no subúrbio de Eden Prairie, que abrigava os escritórios da equipe, o vestiário e os campos de treinamento. O complexo foi chamado de "Winter Park" em homenagem a Max Winter, um dos fundadores dos Vikings, que serviu como presidente da equipe de 1965 a 1987. Os Vikings fizeram seu último jogo no Metropolitan Stadium em 20 de dezembro para concluir a temporada de 1981 da NFL perdendo para os Kansas City Chiefs por 10-6.

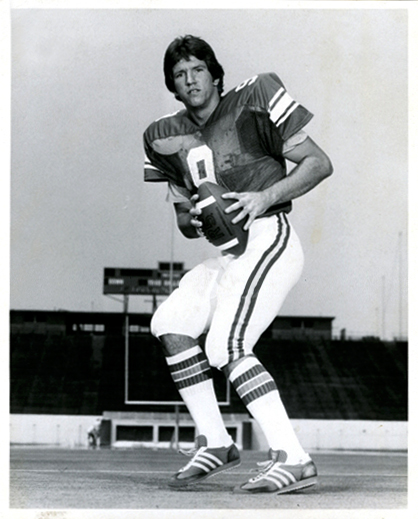
Tommy Kramer (1977–1989)

Os Vikings fizeram seu primeiro jogo no Metrodome em uma partida de pré-temporada contra o Seattle Seahawks em 21 de agosto de 1982 em um jogo que o Minnesota venceu por 7-3. O primeiro touchdown na nova instalação foi marcado por Joe Senser em um passe de 11 jardas de Tommy Kramer. O primeiro jogo da temporada regular no Metrodome foi a abertura de 1982 em 12 de setembro, quando os Vikings derrotaram Tampa Bay por 17-10. Rickey Young marcou o primeiro touchdown da temporada regular na instalação em uma corrida de 3 jardas. Naquele ano, a defesa liderada por Joey Browner começou uma corrida dominante de 10 anos como o melhor defensive back  da NFL. Os Vikings venceram os St. Louis Cardinals por 28-10 em 6 de agosto de 1983 no estádio de Wembley, em Londres, no primeiro jogo internacional da NFL.
Em 27 de janeiro de 1984, Bud Grant se aposentou como treinador dos Vikings. Com um recorde de 151-87-5 na temporada regular em 17 temporadas com Minnesota, Grant levou a franquia a 12 aparições nos playoffs, 11 títulos de divisão e quatro Super Bowls. Les Steckel, que foi um assistente ofensivo com os Vikings por 5 temporadas, foi então nomeado o 3º treinador principal na história da franquia. Steckel, que chegou aos Vikings em 1979, depois de trabalhar como assistente nos 49ers, foi o mais jovem treinador da NFL em 1984, aos 38 anos. No entanto, os Vikings perderam 13 jogos na temporada. Após a temporada Steckel foi demitido, e em 18 de dezembro de 1984, Bud Grant saiu da aposentadoria e foi recontratado como treinador dos Vikings.
Em 6 de janeiro de 1986, após a temporada de 1985, Bud Grant voltou a se aposentar, desta vez permanentemente. Na época de sua aposentadoria, ele foi o sexto treinador mais vitorioso na história da NFL, com 168 vitórias, incluindo playoffs. Em 18 temporadas, ele levou os Vikings a um recorde de 158-96-5 na temporada regular. O assistente de longa data dos Vikings, Jerry Burns, foi nomeado o quarto treinador na história da equipe em 7 de janeiro de 1986. Ele atuou como coordenador ofensivo dos Vikings de 1968 a 1985, quando conquistou 11 títulos e chegou em quatro Super Bowls. Em sua primeira temporada, os Vikings, liderados por Tommy Kramer, tiveram um recorde de 9-7, seu primeiro recorde de vitórias em quatro anos. Em 2 de agosto de 1986, Fran Tarkenton foi o primeiro jogador que jogou a maior parte de sua carreira com os Vikings a entrar no Hall da Fama do Pro Football.
Após a temporada encurtada em 1987, os Vikings terminou com um recorde de 8-7 e foram para os playoffs. Eles derrotaram o New Orleans Saints por 44-10 no Louisiana Superdome no Wild Card. Na semana seguinte, no Divisional Round, eles venceram o San Francisco 49ers por 36-24 no Candlestick Park. Durante esse jogo, Anthony Carter estabeleceu o recorde de todos os tempos para mais jardas recebida em um jogo de playoff com 227 jardas. Os Vikings jogaram contra o Washington Redskins no NFC Championship Game em 17 de janeiro de 1988, no RFK Stadium. As esperanças dos Vikings de voltar ao Super Bowl terminaram quando foram derrotados por 17-10.

### Anos 90

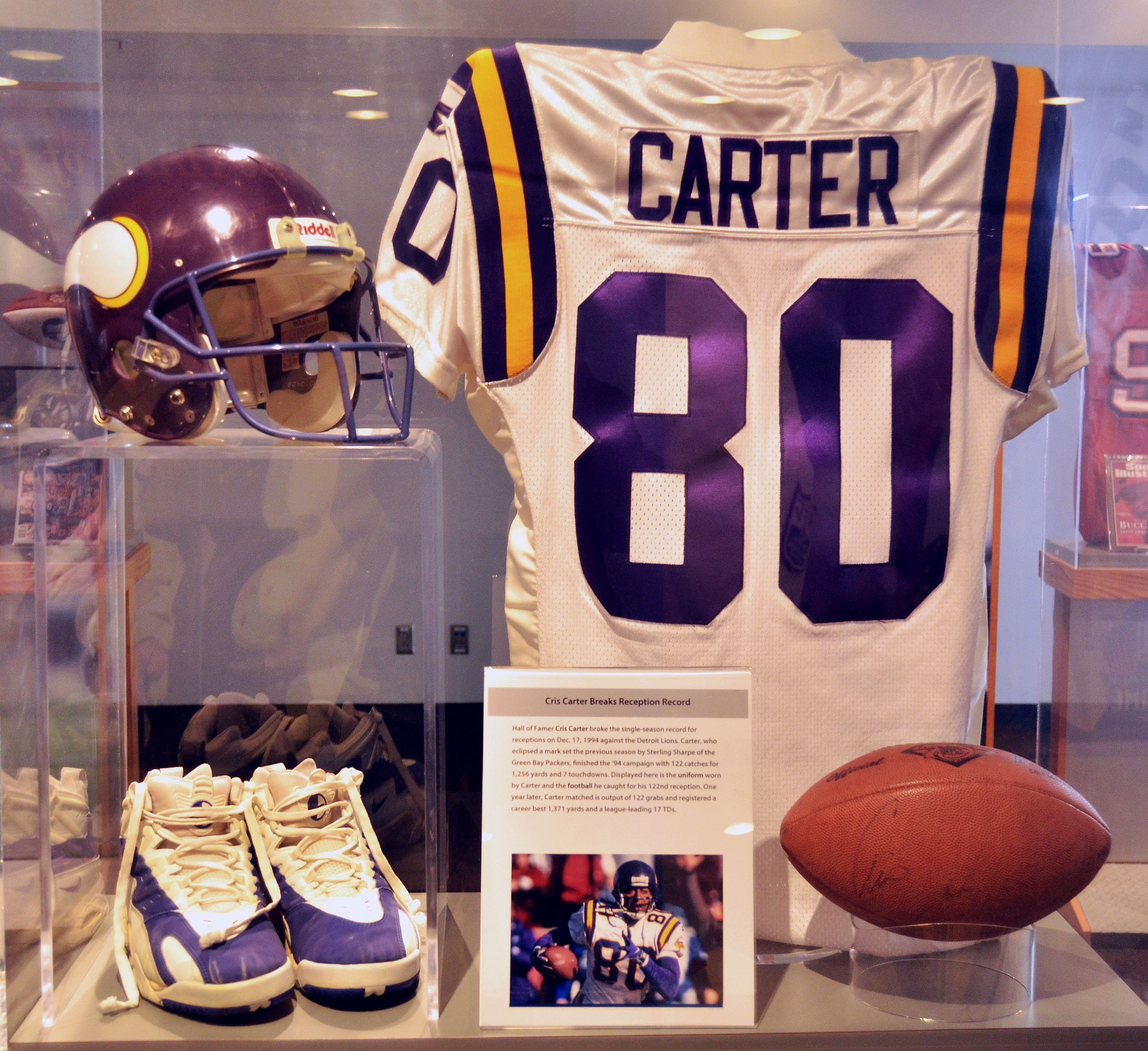
Exibição do Hall da Fama, Cris Carter. Carter jogou nos Vikings de 1990 a 2001.

Em 3 de dezembro de 1991, Jerry Burns anunciou sua aposentadoria efetiva no final da temporada de 1991. Em seis temporadas como treinador principal dos Vikings, Burns compilou um recorde de carreira de 52-43. Ele também levou Minnesota para três aparições nos playoffs, incluindo um título da divisão e um NFC Championship Game. Dennis Green foi nomeado o quinto treinador da história da equipe, depois de passar pelo Universidade de Stanford como técnico principal de 1989 a 1991. Em suas 10 temporadas como técnico dos Vikings, Green venceu quatro títulos da NFC Central. oito aparições no playoff, duas aparições no NFC Championship Game e um recorde absoluto de 97–62. Os Vikings, portanto, tiveram a quinta maior porcentagem de vitórias entre todas as equipes da NFL durante os anos 90.

#### 1998
1998 foi um ano para se lembrar. Com um ataque espetacular liderada pelo quarterback Randall Cunningham, Robert Smith, o veterano Cris Carter e o explosivo Randy Moss, os Vikings estabeleceram um recorde da NFL com um total de 556 pontos, nunca marcando menos de 24 pontos em um jogo. Os Vikings terminaram a temporada com um recorde de 15-1, sua única derrota foi para o Tampa Bay Buccaneers por  27–24 na semana 9. Nos playoffs, os Vikings passaram pelo Arizona Cardinals por 41–21 e enfrentaram o Atlanta Falcons na Final da NFC. Os Cardinals venceram por 30-27 na prorrogação. Os Vikings se tornaram a primeira equipe com um recorde de 15-1 a não alcançar o Super Bowl. Os Falcons perderam o Super Bowl XXXIII para John Elway e o Denver Broncos.

#### 1999

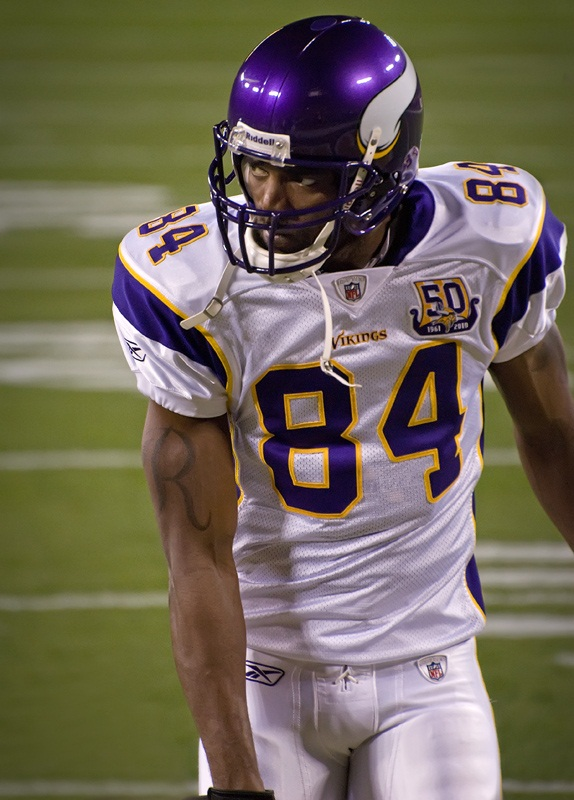
Randy Moss (1998–2004 e 2010)

Cunningham retomou os deveres novamente em 1999, mas depois de um começo morno de 2-4, Jeff George substituiu-o como quarterback titular. Ele terminou a temporada com um recorde de 8-2, e levou os Vikings para a pós-temporada mais uma vez, com um recorde de equipe geral de 10-6. O Minnesota venceu Dallas no Wild Card por 27-10, e enfrentou Kurt Warner e o St. Louis Rams no confronto Divisional. O jogo foi um tiroteio que Minnesota perdeu por 49-37. St. Louis iria ganhar o Super Bowl XXXIV.

### Anos 2000
Os Vikings entraram na década vencendo a divisão e indo para a Final da NFC, onde foram derrotados por 41-0 pelo New York Giants. Na temporada seguinte, eles tiveram um recorde de 5-11. A equipe iria para os playoffs novamente em 2004, mas não ganharia um título de divisão novamente até 2008.

#### 2000
Em 2000, os Vikings tiveram um recorde de 11-5. No entanto, os Vikings foram para os playoffs pelo quinto ano consecutivo. Depois de vencer facilmente os Saints no Divisional Round por 34-16, eles viajaram para Nova York para enfrentar os Giants no NFC Championship Game. Os Vikings eram favoritos para ganhar o jogo; em vez disso, os Vikings foram derrotados por 41-0, sua pior derrota na história dos playoffs. Robert Smith, que teve 1.521 jardas nessa temporada, aposentou-se no final do ano depois de apenas jogar oito temporadas da NFL.

#### 2001–2005
Em 2001, depois de uma decepcionante temporada de 5-11, os Vikings romperam o contrato de Dennis Green, apesar de seu sucesso como treinador na equipe. Mike Tice treinou o último jogo de 2001, perdendo para os Ravens por 19-3. Tice foi nomeado treinador permanente após a temporada, mas ele não levaria os Vikings de volta aos playoffs até 2004. Em 2002, como parte do realinhamento da liga com a adição do Houston Texans, os Vikings e seus outros tradicionais rivais da NFC Central se tornaram parte da recém-formada NFC North.
Em 2004, Daunte Culpepper acumulou estatísticas de MVP, jogando para 4.717 jardas passadas (líder da NFL), 39 touchdowns (recorde dos Vikings), e 5,123 jardas totais (um registro de NFL). Os vikings derrotaram o rival Green Bay Packers em sua primeira partida nos playoffs, por 31-17. Ao fazê-lo, os Vikings se tornaram a segunda equipe na história da NFL a ter um recorde de 8-8 na temporada regular e ganhar um jogo de playoffs (o St. Louis Rams fez a mesma coisa apenas um dia antes). No Divisional Round, os Vikings foram derrotados pelo eventual campeão da NFC, Philadelphia Eagles.
Em 2 de março de 2005, o wide receiver Randy Moss, dos Vikings, foi negociado com o Oakland Raiders. Os Vikings perderam o quarterback Daunte Culpepper por causa de uma lesão no joelho que terminou sua temporada. Esta lesão foi uma parte muito significativa para este time do Minnesota Vikings, devido ao fato de que eles também perderam Moss. A dupla dinâmica de anos anteriores já havia desaparecido e um novo líder acabaria por surgir. Os Vikings terminaram a temporada de 2005 com um recorde de 9-7. No entanto, esta temporada seria mais notável por eventos fora do campo. Em outubro, 17 membros da equipe fizeram parte de uma festa de cerca de 90 pessoas que participaram de um cruzeiro de recreio no Lago Minnetonka. O incidente explodiu em escândalo quando a mídia informou que vários jogadores haviam realizado atos sexuais e que prostitutas haviam sido levadas de avião. Quatro jogadores foram acusados de contravenção relacionada ao grupo.
Mike Tice foi demitido após a temporada de 2005 e foi substituído por Brad Childress. Este foi um dos muitos movimentos significativos de front office feitos pela nova equipe de proprietários, liderada por Zygi Wilf.

#### 2006–2008

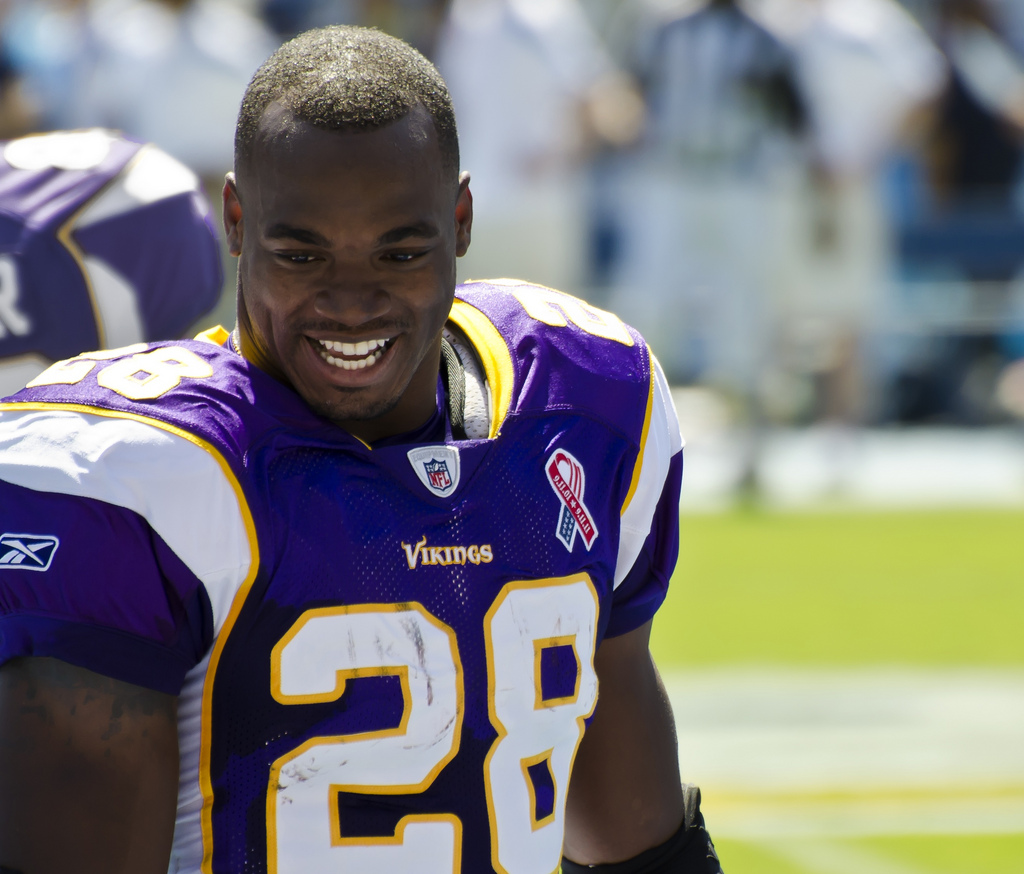
Adrian Peterson foi a 7 escolha no Draft de 2007 e jogou nos Vikings de 2007 a 2016.

O Minnesota começou a temporada 4-2 de 2006 (com Childress se tornando o primeiro técnico dos Vikings a iniciar sua carreira ganhar os dois jogos), mas terminou o ano com um recorde de 6-10, recebendo a 7ª escolha na Draft da NFL; Com isso, os Vikings selecionaram Adrian Peterson da Universidade de Oklahoma.
O primeiro touchdown da carreira de Peterson foi um TD de 60 jardas contra o Atlanta Falcons em seu primeiro jogo na carreira. Quando os Vikings jogaram contra o Chicago Bears na semana 6, Peterson quebrou o recorde de jardas de um único jogo com 361 jardas no total.  Apesar de um forte empurrão no meio da temporada, vencendo cinco jogos seguidos, os Vikings perderam seus últimos dois jogos para terminar a temporada com um recorde de 8-8 e não indo para os playoffs.
Na temporada de 2009, Adrian Peterson liderou a NFL com 1760 jardas, quebrando o recorde da franquia. Os Vikings conquistaram o título da NFC North depois de derrotar o New York Giants por 20-19 na semana 17.
Os Vikings venceram o Dallas Cowboys por 34-3 no Divisional Round mas perderam para o New Orleans Saints por 31-28 na Final da NFC.
Desde 2006, os Vikings são conhecidos especialmente por sua forte defesa, ancorada por Williams Wall com o Defensive back, Kevin Williams, e o Nose tackle, Pat Williams. Com a adição do líder de sacks, Jared Allen, a defesa começou a ser chamada por vários apelidos, incluindo "Thunder and Plunder" e "Shock and AWE" (um acrônimo de suas iniciais de sobrenome).

#### 2009–2010

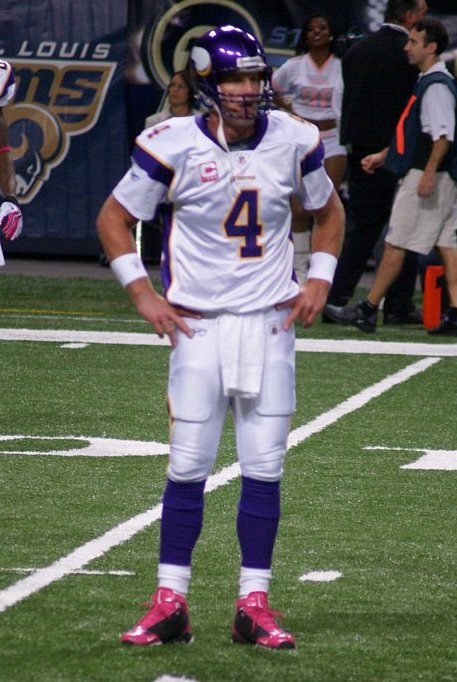
Brett Favre jogou nos Vikings em 2009 e 2010.

Em 18 de agosto de 2009, após meses de especulação e negociações, o veterano quarterback aposentado Brett Favre, que até 2007 havia jogado 16 anos no arqui-rival Green Bay Packers, assinou um contrato no valor de US $ 25 milhões com os Vikings.
Em 5 de outubro de 2009, os Vikings enfrentou o Green Bay Packers com Favre jogando contra seu ex-time pela primeira vez. Com uma vitória por 30-23 no Monday Night Football, os Vikings passaram para um recorde de 4-0. Favre se tornou o primeiro quarterback da história da NFL a derrotar todas as 32 equipes como titular. Mais de 21,8 milhões de espectadores assistiram ao jogo, batendo o recorde anterior de um programa de televisão a cabo estabelecido por um jogo entre o Philadelphia Eagles e o Dallas Cowboys em 2008 (18,6 milhões de telespectadores).
Os Vikings terminaram a temporada regular com um recorde de 12-4, seu melhor recorde desde 2000 e a primeira temporada de 11 vitórias desde a campanha recorde de 1998. Os Vikings jogaram contra o Dallas Cowboys no Divisional Round em 17 de janeiro de 2010 e venceram o jogo por um placar de 34-3, avançando os Vikings para o NFC Championship, o nono na história da franquia. Este também seria o primeiro jogo do NFC Championship para a equipe desde a temporada de 2000.
Minnesota viajaria para Nova Orleans na semana seguinte para enfrentar os Saints, no primeiro NFC Championship realizado no Superdome. Os Vikings foram severamente prejudicados por cinco turnovers, incluindo uma interceptação de Favre no último minuto do quarto período. Eles perderam na prorrogação por 31-28.

#### 2011–2013
A temporada 2010-2011 foi um passo para o Minnesota Vikings. Minnesota terminou a temporada de 2010 com um recorde de 6-10 e ficou em último lugar no NFC North pela primeira vez desde 1990. Durante a temporada, os Vikings tiveram muitas distrações, incluindo negociações com Randy Moss e a investigação de Brett Favre da NFL por supostamente enviar mensagens de texto impróprias para uma funcionária dos Jets, enquanto ele estava com a equipe em 2008.
Depois de servir como treinador interino para os seis jogos finais da temporada (terminando com um recorde de 3-3), o coordenador defensivo Leslie Frazier foi nomeado oficialmente como treinador principal em 3 de janeiro de 2011, após assinar um contrato de três anos. Em 17 de janeiro, Brett Favre se aposentou pela terceira e última vez, deixando a equipe em busca de um substituto. A equipe terminou com um recorde de 3-13 em 2011, empatado com os Vikings de 1984 como o segundo pior recorde na história da franquia.

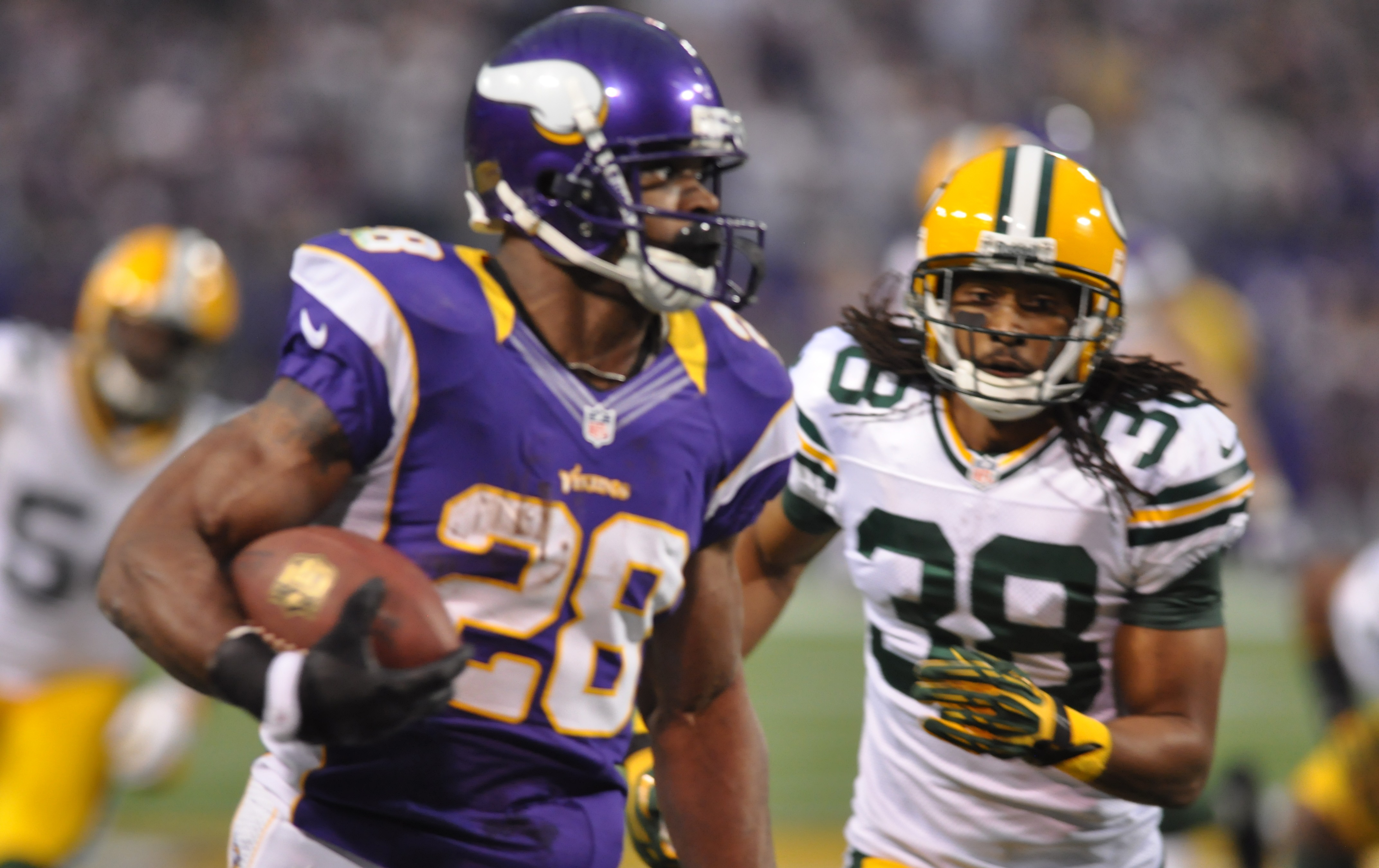
Em 2012, Adrian Peterson correu para 2.097 jardas - 8 a menos do que o recorde de Eric Dickerson.

Durante o Draft de 2012, a equipe selecionou Matt Kalil com a 4ª escolha geral e Harrison Smith no primeiro round. Ambos os jogadores foram fundamentais para ajudar os Vikings a chegarem aos playoffs pela 27ª vez na história da franquia. Depois de derrotar os Packers no último jogo de 2012 para chegar aos playoffs, os Vikings perderam por 24-10 contra os Packers na revanche em Lambeau Field no Wild Card. Adrian Peterson foi posteriormente nomeado MVP da liga, depois de correr para 2.097 jardas.
Na temporada de 2013, os Vikings terminaram com cinco vitórias, dez derrotas e um empate, sem vitórias fora de casa. Momentos notáveis incluem Matt Cassel, o free agent adquirido, que virou o quarterback titular e a defesa permitiu 480 pontos, ficando a quatro pontos do pior número da franquia em 1984. Essa também foi a última temporada disputada no Metrodome. um novo acordo de estádio foi alcançado. Leslie Frazier foi demitido após o término da temporada regular.

#### 2014 – Presente

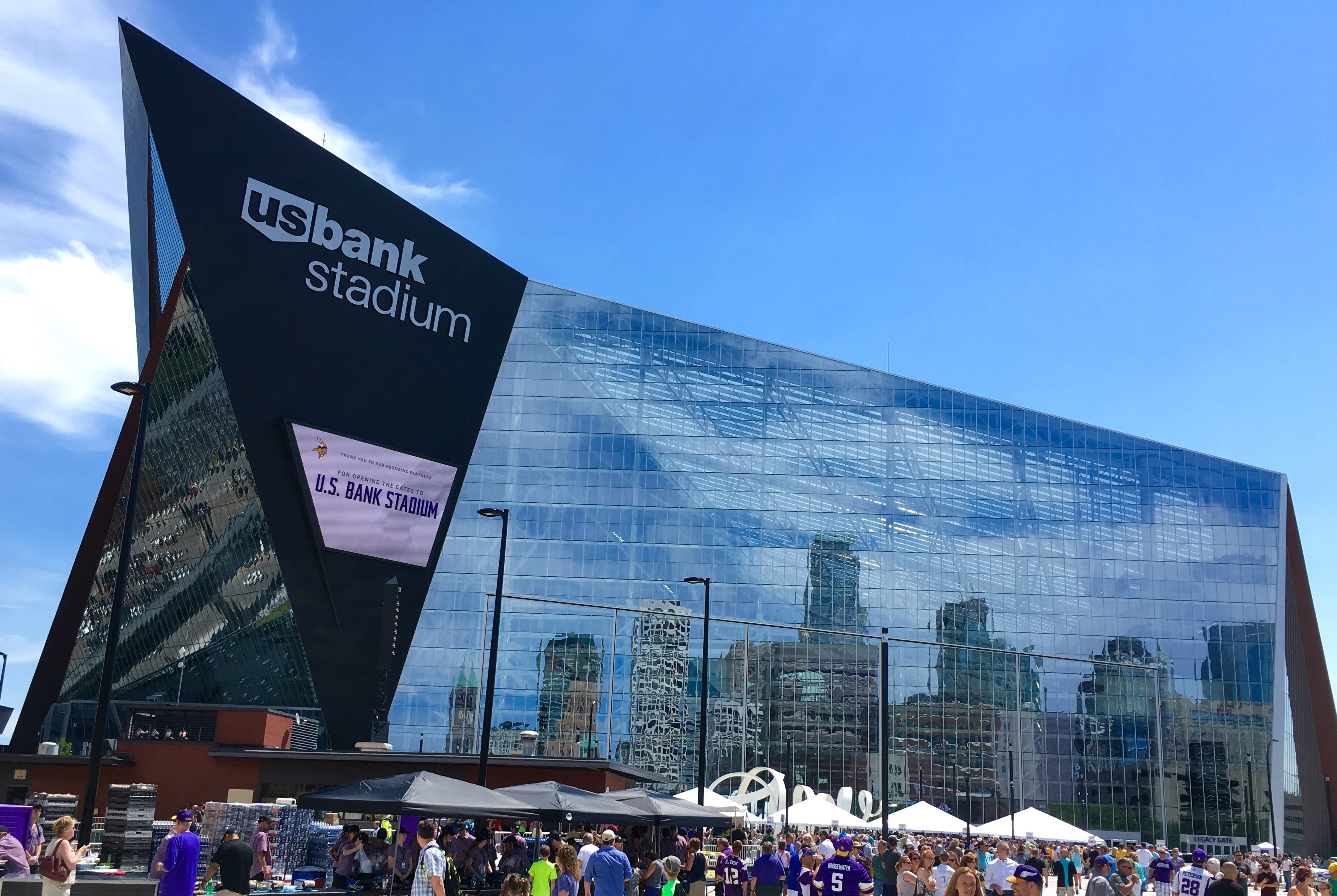
Os Vikings se mudaram para o US Bank Stadium em 2016

A equipe contratou o ex-coordenador defensivo do Cincinnati Bengals, Mike Zimmer, para substituir Leslie Frazier como treinador principal em 16 de janeiro de 2014. No Draft de 2014, os Vikings selecionaram Anthony Barr, um linebacker da UCLA, e Teddy Bridgewater, um quarterback da Universidade de Louisville. Adrian Peterson só jogou em um jogo da temporada regular devido a ser acusado de abuso com seu filho, com o comissário da NFL, Roger Goodell, colocando Peterson na Lista de Isenção do Comissário indefinidamente. Os Vikings terminaram a temporada com um recorde de 7-9.
Em 3 de janeiro de 2016, os Vikings venceram o rival divisional Green Bay por 20-13 para vencer o NFC North pela primeira vez desde 2009. Os Vikings, liderados por seus cinco principais defensores, terminaram a temporada de 2015 com um recorde de 11-5. No entanto, eles perderam para o Seattle Seahawks por 10-9 depois que Blair Walsh perdeu um field goal de 27 jardas no terceiro jogo mais frio da história da NFL.
Os Vikings foram responsáveis por um marco histórico nas últimas rodadas do Draft de 2016. Sua seleção no sexto round, o wide receiver alemão Moritz Böhringer, foi o primeiro jogador europeu a ser selecionado por um time da NFL sem ter jogado anteriormente em qualquer nível na América do Norte. Depois de Teddy Bridgewater ter sofrido uma contusão no joelho na pré-temporada de 2016, os Vikings trocaram sua primeira rodada e sua escolha de quarta rodada no draft 2017 pelo quarterback Sam Bradford do Philadelphia Eagles, nessa temporada ele teve 20 touchdowns, 5 interceptações, 3.877 jardas, e levou os Vikings a um recorde de 8-8. Após a lesão no joelho, os Vikings dispensaram Teddy Bridgewater. O running back Adrian Peterson sofreu uma lesão na Semana 2 e em 28 de fevereiro de 2017, os Vikings anunciaram que não iriam exercer a opção de renovação no contrato de Peterson. Ele detém vários recordes, incluindo mais touchdowns terrestres, jardas terrestres e mais jardas terrestres em uma temporada.
No verão de 2017, os donos dos Vikings anunciaram que encerraria a tradição anual de 52 anos do campo de treinamento de verão em Mankato, Minnesota, na Universidade Estadual de Minnesota, enquanto construíam um grande edifício sede, centro de treinamento e desenvolvimento em Eagan, Minnesota no local dos antigos escritórios da Northwest Airlines.
Os Vikings venceram a NFC North pela segunda vez em três anos em 2017, terminando com um recorde de 13-3 que os levaram aos playoffs como o número 2 da NFC. No Divisional Round, eles enfrentaram o New Orleans Saints. Com menos de 10 segundos restantes no jogo e perdendo por um único ponto, os Vikings estavam em sua própria linha de 39 jardas. O quarterback Case Keenum jogou a bola para o wide receiver Stefon Diggs perto da linha lateral direita, dando ao receptor uma chance de sair do campo com tempo suficiente para uma tentativa de field goal para ganhar o jogo; no entanto, o safety Marcus Williams perdeu o tackle, permitindo que Diggs descesse a linha lateral sem oposição para o primeiro touchdown vitorioso na história dos playoff da NFL. No KFAN 100.3, o locutor de rádio Paul Allen chamou a jogada de "Minneapolis Miracle". Os Vikings foram para o NFC Championship para a oportunidade de jogar no Super Bowl LII em seu próprio estádio, pórem eles perderam por 38-7 para o eventual campeão do Super Bowl, Philadelphia Eagles.

## Logo e uniformes
O capacete com a marca registrada dos Vikings e os uniformes roxo e dourado foram projetados pelo cartunista do Los Angeles Examiner, Karl Hubenthal. Bert Rose e Norm Van Brocklin conheciam Hubenthal de seus dias no Los Angeles Rams. Hubenthal também projetou o logotipo original da Norseman.
Desde a estreia da equipe em 1961 até 1995, os logotipos e uniformes permaneceram essencialmente os mesmos. Refletindo a herança cultural escandinava de Minnesota, um dos dois logotipos primários da equipe consiste em um perfil de um nórdico loiro, enquanto o outro consiste em um chifre branco viking.

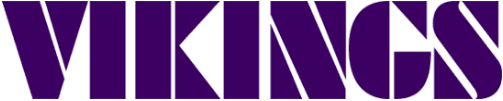
Marca do Minnesota Vikings (1982–2003)

O capacete da equipe é roxo com um logotipo de chifre Viking em cada lado. Cada chifre é descrito em ouro. O logótipo da trompa foi ligeiramente revisto em 2006.
O design original do uniforme consistia em calças brancas, acabamentos dourados e camisas roxas ou brancas. De 1962 a 1964, os Vikings usavam calças roxas com suas camisas brancas. Em um design que era único entre os times de futebol americano, as camisas brancas tinham um padrão de listras completamente diferente, que era sobre os ombros. Estas faixas de ombro únicas nas camisas brancas só apareceram em 1969, ano em que foram ao seu primeiro Super Bowl. Houve também pequenas alterações no design do uniforme ao longo dos anos, como a mudança da cor da máscara facial de cinza para branco em 1980 e, em seguida, para roxo em 1985. Além disso, o logotipo foi para as mangas em 1996, e as listras roxas foram atenuadas com essa mudança; os números, anteriormente localizados nas mangas da camisa, subiram para os ombros naquele ano. Os Vikings continuaram a usar chuteiras pretos até que Les Steckel se tornou treinador em 1984; eles foram a última equipe da NFL a fazer a mudança de preto para chuteiras brancos. Em 2006, a equipe retornou a chuteiras preta pela primeira vez desde a temporada de 1983.
Os vikings mexeram no logotipo nórdico, que envolvia a atualização do sombreado, alterando a forma e a base dos chifres, engrossando o bigode e o rosto, tornando os tons dourados mais brilhantes e encurtando a trança. O novo logotipo foi revelado em 14 de fevereiro de 2013. Em 28 de março, a equipe informou que os novos uniformes serão revelados em 25 de abril. Em 25 de abril de 2013, o Minnesota Vikings revelaram os novos uniformes do clube durante sua festa anual do Draft.
Os uniformes da equipe foram redesenhados em 2006, a primeira mudança significativa nos 46 anos de história da franquia. Embora as cores da equipe permanecessem as mesmas, foram acrescentadas linhas de acabamento aos ombros e mangas externos e às laterais das camisas e calças. Além disso, o chifre no capacete era um pouco mais definido. Incluído no novo design são calças brancas e roxas, as calças roxas não têm sido regularmente usadas desde 2007, mas ressurgiu duas vezes em 2010.
A equipe usou braçadeiras negras nos últimos quatro jogos em 1978, em memória de Jack "Jocko" Nelson, um assistente técnico que morreu durante a temporada. Em 1985, a equipe usou um patch de 25 anos em suas camisas. Em 1989, eles usavam um patch em homenagem ao time campeão de 1969 da NFL. Eles usaram um patch de 35 anos em 1995, 40 anos em 2000 e 45 anos em 2005. Eles também usaram patches em 1999 para o assistente técnico Chip Myers, que havia morrido e em 2001 para Korey Stringer. Os Vikings, como outras equipes, usaram os emblemas em homenagem aos 50º e 75º anos da NFL em 1969 e 1994.

### Uniformes totalmente roxos
Na década de 1960, os Vikings usavam calças roxas com camisas brancas. Em 11 de outubro de 1964, os Vikings jogaram contra o Detroit Lions no Metropolitan Stadium e os Lions erroneamente levaram suas camisas brancas para Minnesota. Ambas as equipes começaram o jogo de branco, mas no segundo quarto, os Vikings trocaram suas camisas para camisas roxas. Apenas 43 anos depois, em 17 de dezembro de 2007 (um jogo contra o Chicago Bears), que os Vikings novamente vestiram as camisas roxas e as calças roxas - a primeira vez que os Vikings usavam intencionalmente. Três anos depois, os Vikings jogaram o jogo em casa em 7 de novembro de 2010 contra os Arizona Cardinals com uniforme todo roxo.
A NFL introduziu os uniformes "Color Rush" para todas as 32 equipes na temporada de 2016, especificamente para os jogos da quinta-feira à noite. Os Vikings tinham um uniforme todo roxo com números dourados e listras nas calças, que fez sua única aparição na Semana 13 contra o Dallas Cowboys.

## Mascotes

### Mascote atual
Depois de várias tentativas fracassadas de desenvolver um mascote oficial, os Vikings finalmente introduziram Viktor, o Viking, durante a temporada de 2007. Os donos da equipe há muito indicaram que estavam atrás de um conceito de mascote que atraísse principalmente a base de fãs mais jovem da equipe. Viktor, o Viking, um personagem musculoso, de cabelos loiros e bigodudo, veste uma camisa # 1 dos vikings e um capacete de vikings superdimensionado com chifres salientes e um pequeno protetor de nariz amarelo.

### Mascotes históricos
De 1970 a 1992, Hub Meeds se vestiu como um Viking e serviu como mascote da equipe. Meeds pediu para se tornar o mascote depois de ser deixado acidentalmente em campo por segurança durante o Super Bowl IV.
De 1994 a 2015, o mascote da equipe foi Ragnar (interpretado por Joseph Juranitch) e foi baseado no lendário Viking Ragnar Lodbrok. Juranitch admite ser um pouco excêntrico - ele detém o atual recorde mundial de tempo raspando a barba com um machado, mas não raspou a barba desde que ganhou o trabalho de Ragnar entre 3 mil candidatos. Ragnar dirigiu para o campo no início de um jogo vestido com trajes Viking, em uma motocicleta, enquanto uma líder de torcida costumava andar de snowmobile. Apesar de nunca se afastar de confrontos com jogadores adversários, especialmente Chad "Ochocinco" Johnson, ele tinha um ponto fraco com Brett Favre, enquanto ele era o quarterback do rival Green Bay Packers. Em 2015, os Vikings anunciaram que não conseguiram chegar a um novo contrato com Juranitch, o qual ele queria 20.000 dólares por jogo, e o dispensou.
Outro mascote associado aos Vikings era "Vikadontis Rex", um dinossauro de espuma roxa. Vikadontis foi o mascote oficial do Minnesota Vikings Children's Fund e participou das Olimpíadas de Mascotes da Celebridade de 1995. Vikadontis foi aposentado a partir da temporada de 2000. A equipe também tinha um mascote da NFL Huddles em meados da década de 1980 (um pouco semelhante a Viktor, o Viking). Krazy George também foi empregado como líder de torcida de 1982 a 1985.

## Tradições

### Canção oficial
"Skol, Vikings" é a canção oficial dos Minnesota Vikings. Foi introduzido na época em que o time foi fundado em 1961. Sempre é tocado quando o time marca um touchdown, field goal ou safety, no final de cada tempo, e após a vitória.
A música "Purple and Gold" foi gravada em 2010 por Prince para ser usada como uma canção de luta para o Minnesota Vikings.

### Chapéus de Helga
Sabe-se que os fãs dos vikings se vestem com "chapéus de Helga", chapéus roxos com chifres brancos e tranças loiras, imitando os capacetes que se acredita popularmente terem sido usados por guerreiros vikings. Os chapéus Helga originais ainda são montados à mão na área de Twin Cities.

### Chifre dos vikings
Durante os jogos em casa, o Gjallarhorn dos Vikings é tocado em voz alta e soa frequentemente depois que o time faz uma grande jogada, conseguiu o primeiro down ou marcando um touchdown. A equipe frequentemente também usa o chifre durante as cerimônias pré-jogo.

### Skol Chant
O Skol Chant é um aplauso criado para ser usado no US Bank Stadium. Consiste em fãs levantando as mãos acima de suas cabeças e gritando "Skol" com a batida de um tambor.

## Rivalidades

### Chicago Bears
Tudo começou quando os Vikings entraram na liga como uma equipe de expansão em 1961. Na primeira vez que Bears e Vikings se encontraram, os Vikings surpreenderam os Bears e ganharam por 37-13 em Minnesota. Ambas as equipes são membros da NFC North e jogam pelo menos duas vezes por ano. A rivalidade tem geralmente visto a equipe da casa vencer e tem sido recentemente a visão de jogos de suspense com grandes oscilações.
Os Vikings lideram a série de todos os tempos por 60-53-2.

### Detroit Lions
Os Lions e os Vikings vêm se enfrentando desde que os Vikings entraram na liga em 1961. Minnesota dominou a série; No entanto, Detroit deu aos Vikings muitos jogos próximos ao longo dos anos.
Os Vikings lideram a série de todos os tempos por 73-39-2.

### Green Bay Packers
A rivalidade começou em 1961, quando o Minnesota Vikings entrou na liga como uma equipe de expansão. A rivalidade é conhecida por seus muitos jogos próximos e pela paridade da série de todos os tempos. Também é considerado uma das rivalidades mais intensas na NFL, devido a ambas as equipes estarem localizadas na mesma divisão desde o início dos Vikings, e ao fato de que os dois estados (Minnesota e Wisconsin) estão localizados geograficamente lado a lado, permitindo-lhes competir em vários esportes em outras ligas, como a Big Ten Conference.
Os Packers lideram a série de todos os tempos por 60-54-3.

## Recordes

### Recordes em uma temporadas
Passando
- Jardas passadas: 4,717 – Daunte Culpepper (2004)
- Passes para touchdowns: 39 – Daunte Culpepper (2004)
- Passes completados: 395 – Sam Bradford (2016)
- Passes tentados: 606 – Warren Moon (1995)
- Passe mais longo completo: 99 jardas – Gus Frerotte (2008)

Correndo
- Jardas terrestres: 2,097 – Adrian Peterson (2012)
- Corridas: 363 – Adrian Peterson (2012)
- Touchdowns terrestres: 18 – Adrian Peterson (2009)
- Mais longa corrida: 95 jardas – Chester Taylor (2006)
- Jardas terrestres por jogo: 131,1 jardas – Adrian Peterson (2012)

Recebendo
- Recepções: 122 – Cris Carter (1994 e 1995)
- Jardas recebidas: 1,632 – Randy Moss (2003)
- Touchdowns recebidos: 17 – Randy Moss (1998 e 2003) e Cris Carter (1995)

Retornos
- Mais retornos de Punt: 58 – Leo Lewis (1988)
- Mais longo punt retornado: 98 jardas – Charlie West (1968)
- Mais longo kickoff retornado: 109 jardas – Cordarrelle Patterson (2013)

Chutes
- Field goals: 35 – Gary Anderson (1998) e Blair Walsh (2012)
- Extra Points convertidos: 59 – Gary Anderson (1998)
- Punts: 93 – Chris Kluwe (2006)
- Jardas no Punt: 3,934 – Chris Kluwe (2006)

### Recordes na carreira
- Jardas passadas: 33,098 - Fran Tarkenton (1961–1978)
- Passes para touchdowns: 239 - Fran Tarkenton (1961–1978)
- Jardas terrestres: 11,747 - Adrian Peterson (2007–2016)
- Touchdowns terrestres: 97 - Adrian Peterson (2007–2016)
- Recepções: 1,004 - Donald Driver (1999–2012)
- Jardas recebidas: 12,383 - Cris Carter (1990–2001)
- Passes interceptados: 53 - Paul Krause (1968–1979)
- Field goals: 282 - Fred Cox (1963–1977)
- Pontos: 1,365 - Fred Cox (1963–1977)
- Total touchdowns: 110 - Cris Carter (1990–2001)
- Média de retorno de punt: 23,3 - D'Wayne Bates (2002–2003)
- Média de retorno de Kickoff: 30,4 - Cordarrelle Patterson (2013-2016)
- Sacks: 114,0 - John Randle (1990–2000)
- Tackles: 771 - Carl Lee (1983–1993)
- Vitórias (treinador): 158 - Bud Grant (1967-1985)

## Jogadores

### Elenco Atual
Predefinição:Elenco do Minnesota Vikings

### Números retirados
| No. | Jogador         | Posições | Temporadas          |
| --- | --------------- | -------- | ------------------- |
| 10  | Fran Tarkenton  | QB       | 1961–1966 1972–1978 |
| 53  | Mick Tingelhoff | C        | 1962–1978           |
| 70  | Jim Marshall    | DE       | 1961–1979           |
| 77† | Korey Stringer  | OT       | 1995–2000           |
| 80  | Cris Carter     | WR       | 1990–2001           |
| 88  | Alan Page       | DT       | 1967–1978           |

- † póstumo

### Pro Football Hall of Famers
| Jogadores                | Jogadores        | Jogadores       | Jogadores           | Jogadores  |
| No.                      | Nome             | Posições        | Temporadas          | Introdução |
| ------------------------ | ---------------- | --------------- | ------------------- | ---------- |
| 39                       | Hugh McElhenny   | RB              | 1961–1962           | 1970       |
| 10                       | Fran Tarkenton   | QB              | 1961–1966 1972–1978 | 1986       |
| 58                       | Jim Langer       | C               | 1980–1981           | 1987       |
| 88                       | Alan Page        | DT              | 1967–1978           | 1988       |
| 3                        | Jan Stenerud     | K               | 1984–1985           | 1991       |
| 22                       | Paul Krause      | S               | 1968–1979           | 1998       |
| 73                       | Ron Yary         | OT              | 1968–1981           | 2001       |
| 44                       | Dave Casper      | TE              | 1983                | 2002       |
| 81                       | Carl Eller       | DE              | 1964–1978           | 2004       |
| 1                        | Warren Moon      | QB              | 1994–1996           | 2006       |
| 65                       | Gary Zimmerman   | OT              | 1986–1992           | 2008       |
| 64                       | Randall McDaniel | G               | 1988–1999           | 2009       |
| 93                       | John Randle      | DT              | 1990–2000           | 2010       |
| 56                       | Chris Doleman    | DE              | 1985–1993, 1999     | 2012       |
| 80                       | Cris Carter      | WR              | 1990–2001           | 2013       |
| 53                       | Mick Tingelhoff  | C               | 1962–1978           | 2015       |
| 4                        | Brett Favre      | QB              | 2009–2010           | 2016       |
| 7                        | Morten Andersen  | K               | 2004                | 2017       |
| 84                       | Randy Moss       | WR              | 1998–2004, 2010     | 2018       |
| Treinadores e Executivos |                  |                 |                     |            |
| Nome                     | Nome             | Posições        | Temporadas          | Introdução |
| Bud Grant                | Bud Grant        | Head coach      | 1967–1983, 1985     | 1994       |
| Jim Finks                | Jim Finks        | General manager | 1964–1973           | 1995       |

itálico = jogou apenas uma parte menor de sua carreira com os vikings, e são reconhecidos principalmente com base em conquistas com outras equipes.

### Ring of Honor
| No. | Jogador          | Posições        | Temporadas          | Introdução             |
| --- | ---------------- | --------------- | ------------------- | ---------------------- |
| 10  | Fran Tarkenton   | QB              | 1961–1966 1972–1978 | 9 de Setembro de 1998  |
| 88  | Alan Page        | DT              | 1967–1978           | 20 de Setembro de 1998 |
| 22  | Paul Krause      | S               | 1968–1979           | 15 de Novembro de 1998 |
| 70  | Jim Marshall     | DE              | 1961–1979           | 28 de Novembro de 1999 |
| 73  | Ron Yary         | OT              | 1968–1981           | 9 de Setembro de 2001  |
| 53  | Mick Tingelhoff  | C               | 1962–1978           | 25 de Novembro de 2001 |
| 77  | Korey Stringer   | OT              | 1995–2000           | 19 de Novembro de 2001 |
| 81  | Carl Eller       | DE              | 1964–1978           | 10 de Novembro de 2002 |
| 80  | Cris Carter      | WR              | 1990–2001           | 14 de Setembro de 2003 |
| 30  | Bill Brown       | RB              | 1962–1974           | 25 de Setembro de 2004 |
| 64  | Randall McDaniel | G               | 1988–1999           | 17 de Dezembro de 2006 |
| 44  | Chuck Foreman    | RB              | 1973–1979           | 30 de Setembro de 2007 |
| 93  | John Randle      | DT              | 1990–2000           | 30 de Novembro de 2008 |
| 55  | Scott Studwell   | LB              | 1977–1990           | 29 de Novembro de 2009 |
| 56  | Chris Doleman    | DE              | 1985–1993, 1999     | 23 de Outubro de 2011  |
| 59  | Matt Blair       | LB              | 1974–1985           | 25 de Outubro de 2012  |
| 47  | Joey Browner     | S               | 1983–1991           | 27 de Outubro de 2013  |
| 84  | Randy Moss       | WR              | 1998–2004, 2010     | 11 de Setembro de 2017 |
| 28  | Ahmad Rashad     | WR              | 1976–1982           | 1 de Outubro de 2017   |
| –   | Jerry Burns      | Treinador       | 1986–1991           | 6 de Novembro de 2005  |
| –   | Jim Finks        | General manager | 1964–1973           | 18 de Outubro de 1998  |
| –   | Bud Grant        | Treinador       | 1967–1983, 1985     | 8 de Novembro de 1998  |
| –   | Dennis Green     | Treinador       | 1992-2001           | 23 de Setembro de 2018 |
| –   | Fred Zamberletti | Médico          | 1961–2011           | 20 de Dezembro de 1998 |

## Treinadores
| Nome              | Anos      | V   | D   | E  | %    | Pós-Temporada                |
| ----------------- | --------- | --- | --- | -- | ---- | ---------------------------- |
| Norm Van Brocklin | 1961–1966 | 29  | 51  | 4  | .345 | –                            |
| Bud Grant         | 1967–1983 | 151 | 87  | 5  | .621 | 1968–71, 1973–78, 1980, 1982 |
| Les Steckel       | 1984      | 3   | 13  | 0  | .188 | –                            |
| Bud Grant         | 1985      | 7   | 9   | 0  | .438 | –                            |
| Jerry Burns       | 1986–1991 | 52  | 43  | 0  | .547 | 1987–89                      |
| Dennis Green      | 1992–2001 | 97  | 62  | 0  | .610 | 1992–94, 1996–2000           |
| Mike Tice         | 2001–2005 | 32  | 33  | 0  | .492 | 2004                         |
| Brad Childress    | 2006–2010 | 39  | 35  | 0  | .527 | 2008, 2009                   |
| Leslie Frazier    | 2010–2013 | 21  | 32  | 1  | .398 | 2012                         |
| Mike Zimmer       | 2014–2021 | 44  | 28  | 1  | .610 | 2015, 2017                   |
| Total             | Total     | 475 | 393 | 11 | .545 | 29                           |

## Rádio e televisão
A principal emissora de rádio dos Vikings é a KFXN-FM (100.3), que usa a marca "KFAN" com base em suas chamadas anteriores às 11h30, antes de um formato entre as estações AM e FM antes da temporada de 2011; 1130 AM também continua a transmitir o jogo a jogo como KTLK.
Os jogos também são ouvidos na rede de rádio KFAN em Minnesota, Wisconsin, Iowa, Dakota do Sul e Dakota do Norte, além de muitos outros pontos. Paul Allen é o narrador desde a temporada de 2002, com Pete Bercich sendo comentarista desde a temporada de 2007.